# Jürgen Roth (Schriftsteller)
Jürgen Roth (* 1968 in Berleburg) ist ein deutscher Schriftsteller.

## Leben und Werk
Der Autor erlebte als Jugendlicher mehrere Ortswechsel. So lebte er zeitweise in Hamburg, Bonn, den Niederlanden und Brüssel. Er studierte danach zunächst Germanistik, Philosophie und Politikwissenschaft in Tübingen und an der Johann Wolfgang Goethe-Universität in Frankfurt am Main, wo er später auch promovierte. Jürgen Roth lebt als freier Schriftsteller in Frankfurt am Main. Er veröffentlicht regelmäßig kulturkritische und politische Beiträge in der Zeitschrift konkret, in der jungen Welt, der taz, Titanic und anderen Publikationen. Die Schwerpunkte seiner schriftstellerischen Tätigkeit sind Satire und Fußball. Roth ist Anhänger des FC Bayern München und zählt zu den berufenen Mitgliedern der Deutschen Akademie für Fußball-Kultur. Außerdem ist er  Lehrbeauftragter für Sprachwissenschaft.

## Veröffentlichungen

### Eigenständige Veröffentlichungen
- Spaltprodukte. Gebündelte Ost-West-Vorurteile (mit Michael Rudolf). Reclam : Leipzig 1997. 170 S. ISBN 3-379-01603-9.
- Bier! Das Lexikon (mit Michael Rudolf). Reclam: Leipzig 1997. 329 S. ISBN 3-379-01587-3.
- Leben voller Fallrückzieher. Fußballer erzählen; von Fritz Walter bis Lothar Matthäus (mit Gerhard Fischer). Leipzig: Reclam, 1998. 351 S.
- Ein Schnupfen läuft Amok: Spitzenleistungen aus Sport und Geistesleben. Frankfurt am Main: Büchergilde Gutenberg, 1998. 253 S. Neuauflage: Berlin: Eulenspiegel-Verl., 2002. 286 S.
- Rätsel Fußball. Wissenswertes über Systeme, Spielerfrauen, Franz Beckenbauer und andere Sauereien. Mit einem Essay von Gerd Fischer und einem Gastbeitrag von Eckhard Henscheid. Essen: Klartext-Verl., 1999. 175 S.
- Kultur? Betrieb! Essays und Polemiken zu Literatur und Geistesleben. Münster: Westfälisches Dampfboot, 1999. 210 S.
- Bier! Das neue Lexikon. Leipzig: Reclam, 1999. 316 S.
- Verona Feldbusch: Roman eines Lebens. Zürich: Haffmans, 2000. 236 S.
- Nullkultur:  Feuilletons, Aufsätze, Glossen. Mainz: Ventil, 2000. ISBN 3-930559-78-1. 288 S.
- Wirkungen der Wurst. Kulinarik, Kneipe, Kwatsch (mit Vignetten von F. W. Bernstein). Göttingen: Satzwerk-Verl., 2001. 220 S.
- Unter keinem Wipfel ist Ruh. Eine lange Erzählung vom Land. Hamburg: Europa-Verl., 2001. 157 S. ISBN 3-203-81550-8.
- Inner- und außerhalb des Tabakladens. Oder: die ewige letzte Zigarette. Hannover: Wehrhahn, 2001. 46 S.
- Die Tränen der Trainer. Wichtige Fußballbegebenheiten. Münster: Oktober Verlag, 2001. 235 S. ISBN 978-3-938568-13-2.
- Edmund G. Stoiber: Weltstaatsmann und Freund des Volkes (mit Peter Köhler). Frankfurt am Main: Eichborn, 2002. 169 S.
- Die große Wehmut der Instrumente. Mainz: Ventil, 2002. 238 S.
- Die Poesie des Biers. Münster: Oktober Verlag, 2003. 243 S. ISBN 978-3-938568-09-5. Komplett überarbeitete und stark erweiterte Neuauflage mit versch. Gastbeiträgen: Münster : Oktober Verlag, 2010. 804 S. ISBN 978-3-938568-91-0.
- Deep Purple. Die Geschichte einer Band (mit Michael Sailer). Höfen: Hannibal, 2005. 526 S. ISBN 978-3-85445-251-5.
- Anschwellendes Geschwätz. Kleine Chronik des kommunikativen Krawalls. Münster: Oktober Verlag, 2005. 382 S. ISBN 978-3-938568-35-4.
- Allein gegen die Birke.  Abhandlungen über die Flora, die Fauna, das Wetter, die Menschen draußen im Lande und die ganze sonstige Natur (samt einem Interview mit Gerhard Polt, mit Illustrationen von Dietmar Coesebrink). 123 S.  Göttingen: Satzwerk-Verl., 2005.
- Fußball! Vorfälle von 1996 bis 2006. Mit einem Grußwort von Günther Koch und dem Hörspiel Das langsame Erschlaffen der Kräfte von Ror Wolf und Jürgen Roth. Münster: Oktober Verlag, 2007. 406 S. ISBN 978-3-938568-77-4.
- Schrumpft die Bundesrepublik! (mit Michael Rudolf, Illustrationen von F. W. Bernstein). Frankfurt, M.: Zweitausendeins, 2009. 97 S.
- Das perfekte Wirtshaus. Münster: Oktober Verlag, 2009. 317 S. ISBN 978-3-938568-89-7.
- Noch mehr Fußball! Vorfälle von 2007 bis 2010; mit einem Anhang zu sonstigen Sportereignissen. Münster: Oktober Verlag, 2010. 387 S., ISBN 978-3-941895-003.
- Benehmt euch!: Ein Pamphlet (mit Stefan Gärtner). DuMont Buchverlag, München, 2013, ISBN 978-3832197261.
- Nur noch Fußball! Vorfälle von 2010 bis 2014. Münster: Oktober Verlag, 2014. 253 S., ISBN 978-3-944369-21-1.
- Die Poesie des Biers 2. Münster: Oktober Verlag, 2014. 332 S., ISBN 978-3-944369-33-4.
- Gebrauchsanweisungen für die Formel 1. Piper : München 2015. 240 S. ISBN 978-3-492-27649-8.
- Nie mehr Fußball! Vorfälle von 2014 bis 2017. Münster: Oktober Verlag, 2017. 272 S. ISBN 978-3-946938-37-8.
- Vielleicht Hunsrück. Jahresroman. Leipzig: Haffmanns bei Zweitausendeins, 2020. 443 S., ISBN 978-3-96318-057-6.
- Wir melden uns vom Abgrund. Günther Koch - Ein Leben als Fußballreporter. München: Verlag Antje Kunstmann, 2021. 336 S., ISBN 978-3-95614-462-2

### Wissenschaftliche Veröffentlichungen
- Methodologie und Ideologie des Konzepts der Sprachgemeinschaft : fachgeschichtliche und systematische Aspekte einer soziologischen Theorie der Sprache bei Leo Weisgerber. (Dissertation, elektronisch veröffentlicht). 2004

### Beteiligungen
- Rausch und Künste. Tübingen : Konkursbuch-Verl. Gehrke, 1994.
- So werde ich Heribert Fassbender. Essen : Klartext-Verl., 1995. Neuauflage: München : Goldmann, 1996.
- Sorge dich nicht, lese! Siebenunddreißig Glossen gegen den Bestseller. Berlin : Ed. Tiamat, 1997.
- Wer steckt dahinter? Köln : Kiepenheuer und Witsch, 1998.
- Dreimal abgesägt und immer noch zu kurz. Köln : Kiepenheuer und Witsch, 1998. Neuauflage: Staufen bei Freiburg : Antis im Ökobuch-Verl., 2002.
- Journalismus als Eiertanz. Berlin : Ed. Tiamat, 1999.
- Der Dolch im Gewande. Hamburg : KVV Konkret, 1999.
- Lügner, Fälscher, Lumpenhunde. Leipzig : Reclam, 2000.
- Das große Rhabarbern. München : Dt. Taschenbuch-Verl., 2000.
- Kotzbrocken. Hamburg : Europa-Verl., 2002.
- Wichtig ist, wer hinten hält. Berlin : Aufbau-Taschenbuch-Verl., 2005.
- Best of öde Orte Leipzig : Reclam, 2005.
- Gesammelte Fußballhörspiele [Tonträger]. Erding : Strunz!, 2006.
- Stoibers Vermächtnis (mit Hans Well) [Tonträger]. München : Kunstmann, 2007.
- Rettet das Rauchen! Münster : Oktober Verlag, 2008. ISBN 978-3-938568-72-9.
- Der Untergang des Bayernlandes [Tonträger]. München : Kunstmann, 2008.
- Der Mann mit den neunhundertneunundneunzig Gesichtern - In Gedenken an Michael Rudolf. Münster : Oktober Verlag, 2008. ISBN 978-3-938568-70-5 (als Herausgeber mit Texten von Michael Rudolf, F. W. Bernstein, Gerhard Henschel, Fanny Müller, Horst Tomayer und anderen).
- Mit Verlaub, Herr Präsident ... [Tonträger]. München : Kunstmann, 2009.
- Der saubere Herr Rudolf [Tonträger]. Münster : Oktober Verlag., 2009, ISBN 978-3-938568-98-9.
- Sie Düffeldoffel da! [Tonträger]. München : Kunstmann, 2010.
- Cowboys - Birken - Fußball [Tonträger]. Münster : Oktober Verlag, 2010, ISBN 978-3-941895-08-9.
- Chotjewitz, Peter O.: Mit Jünger ein' Joint aufm Sofa, auf dem schon Goebbels saß. Aufgenommen, redigiert und hrsg. von Jürgen Roth. Wetzlar : Büchse der Pandora, 2011.
- Helmut Schmidt: "Politik ist Kampfsport" [Tonträger]. München : Kunstmann, 2011.
- Franz Josef Strauß [Tonträger]. München : Kunstmann, 2012.
- Das Mondlicht. Eine doppelte Verneigung vor Ror Wolf [Tonträger]. Münster : Oktober Verlag, 2013, ISBN 978-3-944369-04-4.
- Die 100 besten Biere der Welt. 2., aktualisierte und überarbeitete Auflage. Münster : Oktober Verlag, 2014, ISBN 978-3-938568-90-3.